# QTRT1
QTRT1 (англ. Queuine tRNA-ribosyltransferase catalytic subunit 1) – білок, який кодується однойменним геном, розташованим у людей на короткому плечі 19-ї хромосоми. Довжина поліпептидного ланцюга білка становить 403 амінокислот, а молекулярна маса — 44 048.
| 10         |  | 20         |  | 30         |  | 40         |  | 50         |
| ---------- |  | ---------- |  | ---------- |  | ---------- |  | ---------- |
| MAGAATQASL |  | ESAPRIMRLV |  | AECSRSRARA |  | GELWLPHGTV |  | ATPVFMPVGT |
| QATMKGITTE |  | QLDALGCRIC |  | LGNTYHLGLR |  | PGPELIQKAN |  | GLHGFMNWPH |
| NLLTDSGGFQ |  | MVSLVSLSEV |  | TEEGVRFRSP |  | YDGNETLLSP |  | EKSVQIQNAL |
| GSDIIMQLDD |  | VVSSTVTGPR |  | VEEAMYRSIR |  | WLDRCIAAHQ |  | RPDKQNLFAI |
| IQGGLDADLR |  | ATCLEEMTKR |  | DVPGFAIGGL |  | SGGESKSQFW |  | RMVALSTSRL |
| PKDKPRYLMG |  | VGYATDLVVC |  | VALGCDMFDC |  | VFPTRTARFG |  | SALVPTGNLQ |
| LRKKVFEKDF |  | GPIDPECTCP |  | TCQKHSRAFL |  | HALLHSDNTA |  | ALHHLTVHNI |
| AYQLQLMSAV |  | RTSIVEKRFP |  | DFVRDFMGAM |  | YGDPTLCPTW |  | ATDALASVGI |
| TLG        |  |            |  |            |  |            |  |            |

A: Аланін

C: Цистеїн

D: Аспарагінова кислота

E: Глутамінова кислота

F: Фенілаланін

G: Гліцин

H: Гістидин

I: Ізолейцин

K: Лізин

L: Лейцин

M: Метіонін

N: Аспарагін

P: Пролін

Q: Глутамін

R: Аргінін

S: Серин

T: Треонін

V: Валін

W: Триптофан

Кодований геном білок за функціями належить до трансфераз, глікозилтрансфераз, фосфопротеїнів. 
Задіяний у таких біологічних процесах, як процесинг тРНК, ацетилювання, альтернативний сплайсинг. 
Білок має сайт для зв'язування з іонами металів, іоном цинку. 
Локалізований у цитоплазмі, мембрані, мітохондрії, зовнішній мембрані мітохондрій.